# Phytodietus vulgaris
Phytodietus vulgaris är en stekelart som beskrevs av Cresson 1870. Phytodietus vulgaris ingår i släktet Phytodietus och familjen brokparasitsteklar. Inga underarter finns listade i Catalogue of Life.